# Gumberto II da Carrara

Stemma Da Carrara

Gumberto II da Carrara (... – 1027 circa) è stato un politico italiano, fondatore della dinastia Da Carrara.

## Biografia
Era figlio di Gumberto I (935-970 ca.) di origine longobarda e viene citato per la prima volta intorno al 970 quale testimone di una donazione effettuata nel castello di Agna da Ignelinda di Liufredo di beni nella zona di Monselice.
Morì intorno al 1027.

## Discendenza
Gumberto sposò Regentruda, dalla quale ebbe un figlio, Litolfo, primo membro noto della famiglia Da Carrara, futuri signori di Padova.